# مرززة

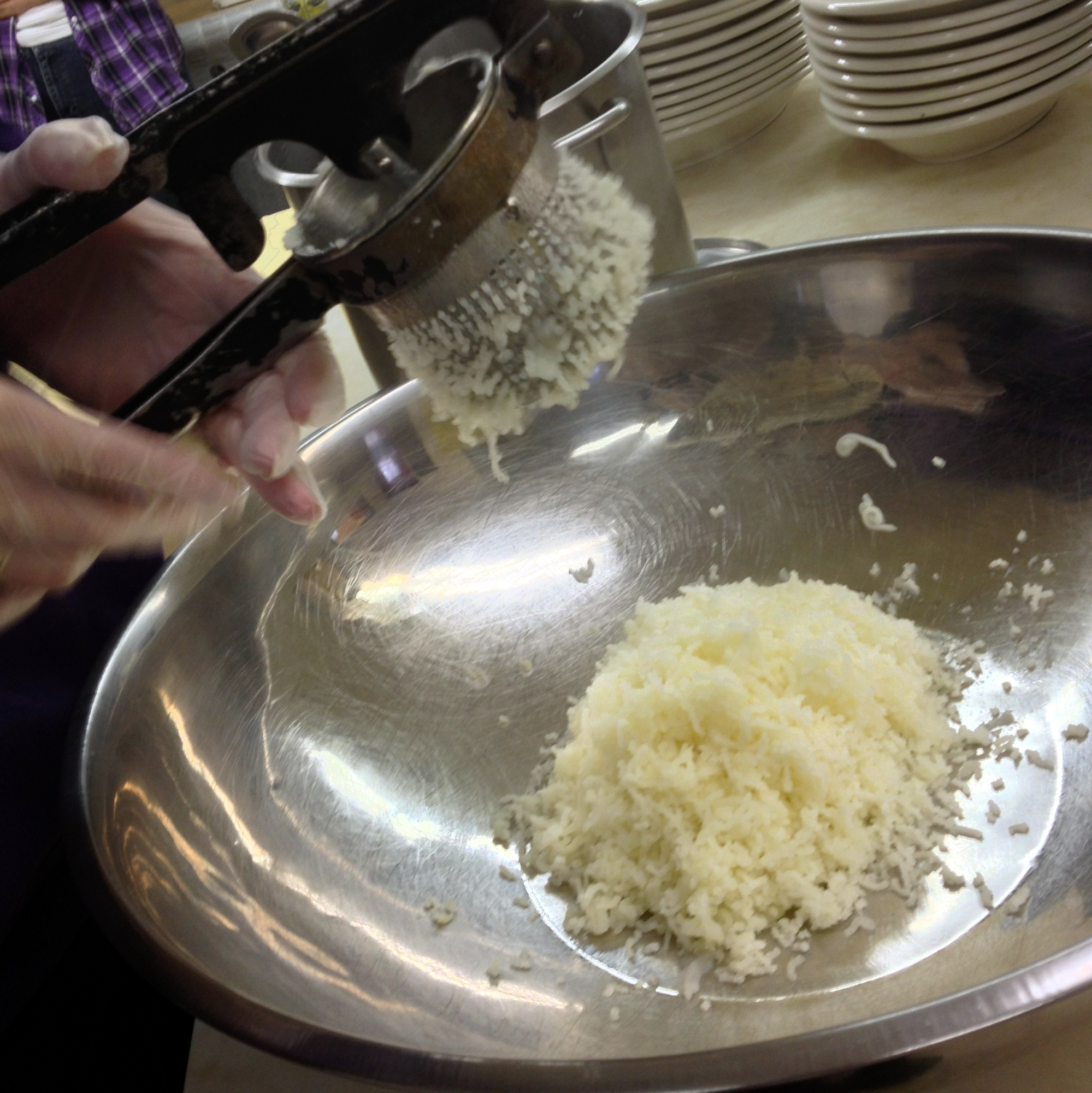
استخدام مرززة البطاطا.

المُرَزِّزة أو مرززة البطاطا هي أحد أدوات المطبخ المستخدمة لمعالجة البطاطا أو غيرها من الأطعمة عن طريق دفعها من خلال صفيحة من الثقوب الصغيرة، والتي عادة ما تكون بقطر حبة الأرز.